# تعداد روسيا 2020

شعار التعداد الروسي 2021

تعداد روسيا 2020 (بالروسية: Всероссийская перепись населения 2021 года) سيكون التعداد الثالث لسكان الاتحاد الروسي منذ عام 2010 والثالث بعد تفكك الاتحاد السوفيتي. ومن المقرر إجراؤه بين 1 أكتوبر و31 أكتوبر. بالنسبة للمناطق النائية والتي يتعذر الوصول إليها في روسيا، سيتم إجراء الإحصاء بين 1 أبريل و 20 ديسمبر.
بدأت الاستعدادات للتعداد السكاني في عام 2017 باعتماد المرسوم الحكومي «بشأن إجراء التعداد السكاني لعموم روسيا لعام 2020». وفقًا لبافيل مالكوف، رئيس اللجنة الحكومية للإحصاء فإن الميزانية المخصصة لتعداد 2020 تبلغ 33 مليار روبل. شعار التعداد هو «اصنع المستقبل».
في 25 يونيو 2020، أعلنت اللجنة الحكومية للإحصاء عن نيتها إجراء المرحلة الرئيسية من التعداد السكاني لعموم روسيا في أبريل 2021، وفي 29 يونيو تم تأكيد نفس المعلومات.

## الاستعداد للتعداد

### صعوبة التعداد في بعض المناطق
بدأ الإحصاء الذي يصعب الوصول إليه في 1 أكتوبر 2020 على أن ينتهي في 30 يونيو 2021. تم تجميع قائمة المقاطعات والمستوطنات بواسطة اللجنة الحكومية للإحصاء مع الأخذ في الاعتبار وجود أو عدم وجود روابط نقل دائمة واتصالات لاسلكية وهاتفية وإمكانية الوصول إلى الإنترنت. كانت المناطق الأولى التي بدأ فيها الإحصاء السكاني في أكتوبر هي جمهورية تيفا وتومسك أوبلاست وأوكروج نينيتس المستقلة وأوكروغ يامالو-نينيتس ذاتية الحكم. يقدر إجمالي عدد سكان المناطق التي يصعب الوصول إليها والنائية بحوالي 552.2 ألف نسمة.

### تنسيقات الأحداث
كجزء من التعداد السكاني لعموم روسيا، سيتم استخدام كل من الأساليب التقليدية والجديدة لجمع البيانات:
- سيتم الوصول إلى جميع أماكن العيش السكاني في الفترة من 4 أبريل إلى 30 أبريل 2021 من قبل القائمين على التعداد. سيكون لديهم أجهزة لوحية إلكترونية حيث سيتم إدخال إجابات المستجيبين.
- سيتمكن سكان روسيا من الحضور إلى مناطق التعداد في الفترة من 4 إلى 30 أبريل والإجابة على أسئلة التعداد هناك.
- لأول مرة، ستكون هناك فرصة للكتابة على بوابة الخدمات العامة، ستفتح هذه الفرصة من 1 أبريل إلى 25 أبريل 2021.

### معالجة البيانات المجمعة
تمت الموافقة على الجدول الزمني لمعالجة نتائج التعداد بموجب مرسوم صادر عن حكومة الاتحاد الروسي. من المتوقع أنه نظرًا لحقيقة أنه سيتم جمع جميع البيانات الأولية تقريبًا بتنسيق رقمي، فإن المعالجة ستستغرق وقتًا قياسيًا. مصطلح تلخيص النتائج الأولية للتعداد السكاني لعموم روسيا هو شهر أكتوبر 2021، وبحلول نهاية عام 2022 سيتم تلخيص النتائج النهائية للتعداد ونشرها رسميًا.